# عصام خليل
سياسي مصري ، رئيس حزب المصريين الأحرار ، ورئيس لجنة الأنتخابات.

## محاكمته
قضت محكمة الشئون المالية والتجارية، بإدانة عصام خليل، وإلزامه بدفع 15% من قيمة الضرائب الجمركية المقررة عليه في القضية رقم 343 لسنة 2020 جنح تهريب الميناء.